# Hans Praschma von Bilkau

Hans Praschma von Bilkau

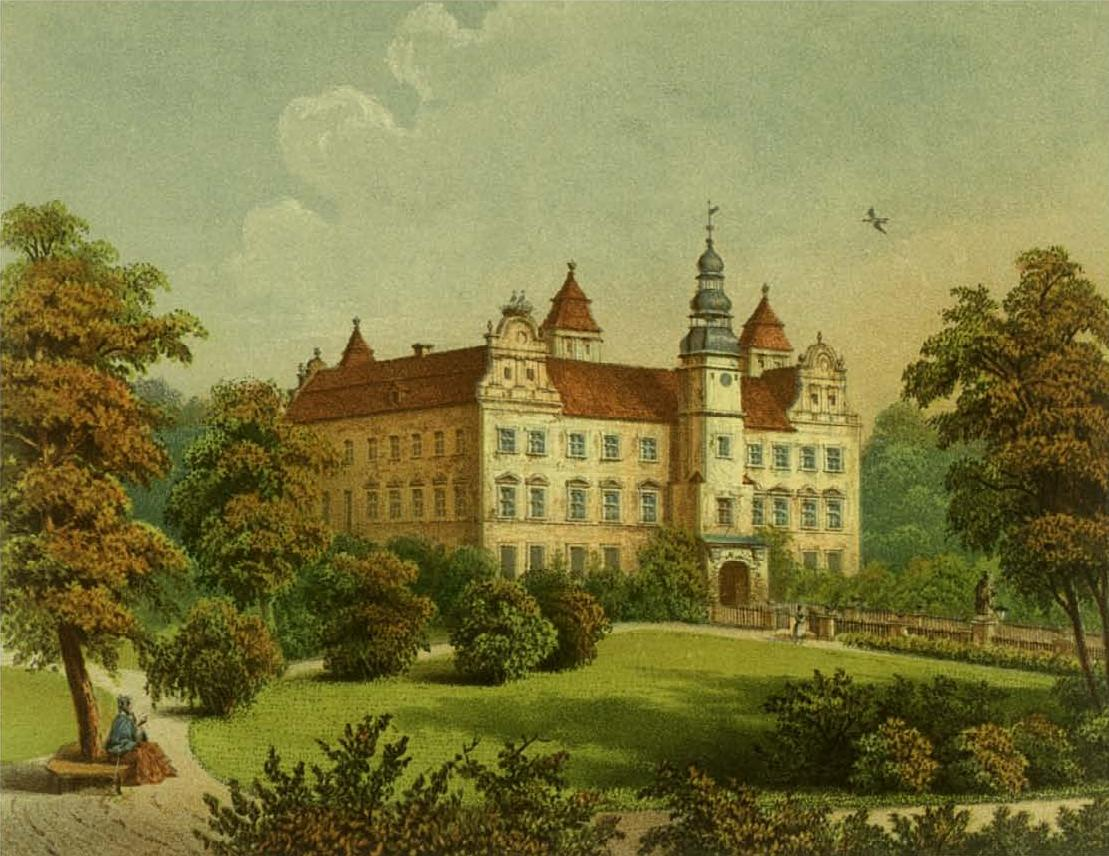
Schloss Falkenberg, Gemälde aus der Mitte des 19. Jahrhunderts, Alexander Duncker

Johannes „Hans“ Nepomuk Maria Friedrich Pius Emanuel Kajus Hubertus Graf Praschma, Freiherr von Bilkau, tschechisch Pražma z Bílkova (* 22. Dezember 1867 in Falkenberg; † 28. November 1935 ebenda) war ein schlesischer Gutsbesitzer, Offizier und Politiker.

## Leben
Hans Praschma von Bilka war Sohn des Friedrich Wilhelm Graf Praschma auf Schloss Falkenberg (1833–1909) und der Maria Gräfin zu Stolberg-Stolberg (1843–1918), Herrschaftsbesitzer auf Falkenberg in Rogau (Kreis Falkenberg (Oberschlesien), Jurist, 1890–1895 aktiver Offizier, 1902–1918 Mitglied des Reichstages, Mitglied des Preußischen Abgeordnetenhauses, bis 1930 Mitglied des Reichsrates für Oberschlesien, 1921–1930 Vorsitzender der Deutschen Zentrumspartei in Schlesien, Mitglied im Katholikenausschuss der Deutschnationalen Volkspartei (DNVP), Großkreuz-Bailli des Souveränen Malteser-Ritter-Ordens.

## Familie
Hans heiratete am 14. Juni 1892 in Münster Marie Freiin von Landsberg-Velen (* 13. Februar 1865; † 19. März 1937). Das Ehepaar hatte neun Kinder:
- Joseph Friedrich (* 22. März 1893; † 15. März 1948), der 1919 auf Titel und Namen eines Grafen Praschma verzichtete und den Namen Freiherr von Bilkau trug, ⚭ 1917/1918 Erna Thiele (* 1896), geschieden 1922
- Elisabeth (* 16. Januar 1895; † 7. Dezember 1963)
- Engelbert (* 26. August 1898; † 31. Januar 1941) ⚭ 1930 Dorothy-Eva Ferreira (* 1900)
- Friedrich Leopold (* 12. Juni 1900; † 17. Februar 2000), Erbe auf Falkenberg, ⚭ 1937 Sophie Prinzessin von Ratibor und Corvey (1912–1981), sie lebten in den 1950er Jahren auf Schloss Corvey in Westfalen und hatten drei Kinder
- Helene (* 7. August 1901; † 6. Juli 1978) ⚭ 1925 Joseph Graf von Francken-Sierstorpff (1898–1977)
- Maria-Pia (* 1903)
- Antonia (* 1904)
- Ignatz (* 22. Februar 1908; † 16. September 1986) ⚭ 1940 Dorothea Sterzel (1920–1979)
- Renata (* 3. März 1909; † 20. Februar 1975)